# زابردنگی توتسی
زابردنگی توتسی (به صربی: Zabrdnji Toci) یک منطقهٔ مسکونی در صربستان است که در پریژپولجه واقع شده‌است. زابردنگی توتسی ۱۳۳ نفر جمعیت دارد.